# Anomis milva
Anomis milva là một loài bướm đêm trong họ Erebidae.